# 4e régiment de chevau-légers lanciers
Das 4e régiment de chevau-légers lanciers, kurz auch nur: 4e régiment de chevau-légers oder 4e régiment de lanciers (dt.: 4. Leichtes Lanzenreiter-Regiment), war 1811 im Ersten Kaiserreich als Regiment leichter Kavallerie aufgestellt worden. Es wurde nach der Herrschaft der Hundert Tage aufgelöst.

## Aufstellung und signifikante Änderungen
- 18. Juli 1811: Per kaiserlichem Dekret erfolgte mit diesem Datum die Aufstellung von neun Regimentern Chevau-légers. Für die ersten sechs wurden Dragonerregimenter umgewandelt, das 7. und das 8. entstanden aus den beiden Ulanenregimentern der Légion de la Vistule, und das 9. wurde aus dem 30e chasseurs à cheval (30. Regiment Jäger zu Pferde) gebildet. Das „4e régiment de chevau-légers lanciers“ entstand aus dem 9e régiment de dragons.

- 12. Mai 1814: Mit der ersten Abdikation von Napoleon und der Rückkehr des Königs erhielt die Einheit den Namen Régiment de lanciers du Roi (n° 1). Teile des 9e régiment de chevau-légers wurden eingegliedert.
- 1. März 1815: Während der Herrschaft der Hundert Tage erfolgte die Rückbenennung in 4er régiment de chevau-légers lanciers.
- 16. Juli 1815: Nach dem Ende des Kaiserreichs wurde das Regiment aufgelöst.

## Uniform
Zur Unterscheidung der einzelnen Regimenter wurden verschiedene Abzeichenfarben benutzt. Das 4. Regiment führte Karmesinrot als Abzeichenfarbe.
Die Chevau-légers trugen den Helm der Dragoner „à la Minerve“, jedoch statt mit dem schwarzen Pferdeschweif mit einer schwarzen (Trompeter weißen) Wollraupe auf dem Helmkamm. Helmglocke und Helmkamm waren aus Kupfer, der Schirm aus schwarzem Leder und mit einer kupfernen Schiene eingefasst. Er war mit einer kupfernen Schuppenkette ausgestattet. Um die Helmglocke war ein braunes Band (bei Offizieren Leopardenfell) gelegt. Offiziere führten auf der linken Seite des Helms einen oben weißen und unten roten Federstutz.
Es wurde ein dunkelgrüner Westenrock mit Taschenpatten „à la Soubise“ getragen. Der Rock war mit einem Plastron in der Abzeichenfarbe ausgestattet, ebenso in dieser Farbe waren die Ärmelaufschläge nach polnischer Art, die Umrandung der Epauletten und der Taschenpatten gehalten. Die Schoßaufschläge zeigten ebenfalls die Waffenfarbe, auf ihnen war ein grüner, napoleonischer Adler aufgelegt. Die Elitekompanien trugen rote Epauletten.
Als Hose zum normalen Dienst und zur Parade wurde eine grüne Stiefelhose nach ungarischem Schnitt getragen, die über den Seitennähten mit goldfarbenen Lampassen verziert war. Zur Felduniform wurde eine seitlich zu knöpfende Überhose mit Lederbesatz angelegt, die über die Stiefel bis zum Fuß reichte. Die Knopflochreihe befand sich auf einer Lampasse in der Abzeichenfarbe. Vorn auf den Oberschenkeln war eine goldfarbene Verzierung angebracht, die entfernt an ein Vitéz Kötés der Husaren erinnerte.
Die Stiefel aus schwarzem Leder entsprachen in Form und Schnitt denen der Husaren. Sie waren mit einer Bordüre um den oberen Rand und einer Quaste verziert (beides fiel 1812 weg). Der Leibgurt war aus weißem Leder mit einem Koppelschloss aus Messing mit aufgelegtem kupfernem Adler.
Über der linken Schulter wurde ein Bandelier aus weißem Leder mit einer schwarzen Kartusche getragen. Darüber lag ein ebenfalls weißer Ledergurt mit einem Haken, an dem der Karabiner eingehängt wurde. In der Kartusche konnten 18 Patronen aufbewahrt werden. Auf dem Deckel der Kartusche befand sich ein gekröntes „N“ aus Messing, die Elitekompanie führte stattdessen eine Granate.
Über dem Sattel war ein weißes (bei Trompetern schwarzes) Schaffell gelegt, das an den Rändern zickzackförmig mit einer Bordüre in der Abzeichenfarbe gesäumt war. Der Mantelsack hinter dem Sattel war mit einer Borte verziert, wobei die Farbe dieser Borte je nach Quelle unterschiedlich angegeben wird – weiß oder in der Abzeichenfarbe, mit oder ohne Regimentsnummer. Offiziere nutzten statt des Schaffells eine grüne Wolldecke mit silberner Bordüre. Die Decke war mit einem goldfarbenen Vorstoß eingefasst.
Die Knöpfe trugen die erhaben geprägte Regimentsnummer.

### Offiziere
Offiziersuniformen fielen durch reichhaltige Tressenverzierung auf. Bandelier, Leibgurt, Satteldecke und Mantelsack waren mit Goldlitzen verziert. Auch die Verzierung der Hose war bedeutend reichhaltiger.
Für den kleinen Dienst gab es die:
- Stadtuniform (tenue de ville) mit:

dem etatmäßigen Rock mit Plastron, weißer Kniebundhose, weißen oder schwarzen Strümpfen, schwarzen Schnallenschuhen und einem schwarzen Zweispitz.
- Gesellschaftsuniform (tenue de société) mit:

dem etatmäßigen Rock ohne Plastron, weißer Kniebundhose, weißen Strümpfen, schwarzen Schnallenschuhen und einem schwarzen Zweispitz.

### Trompeter

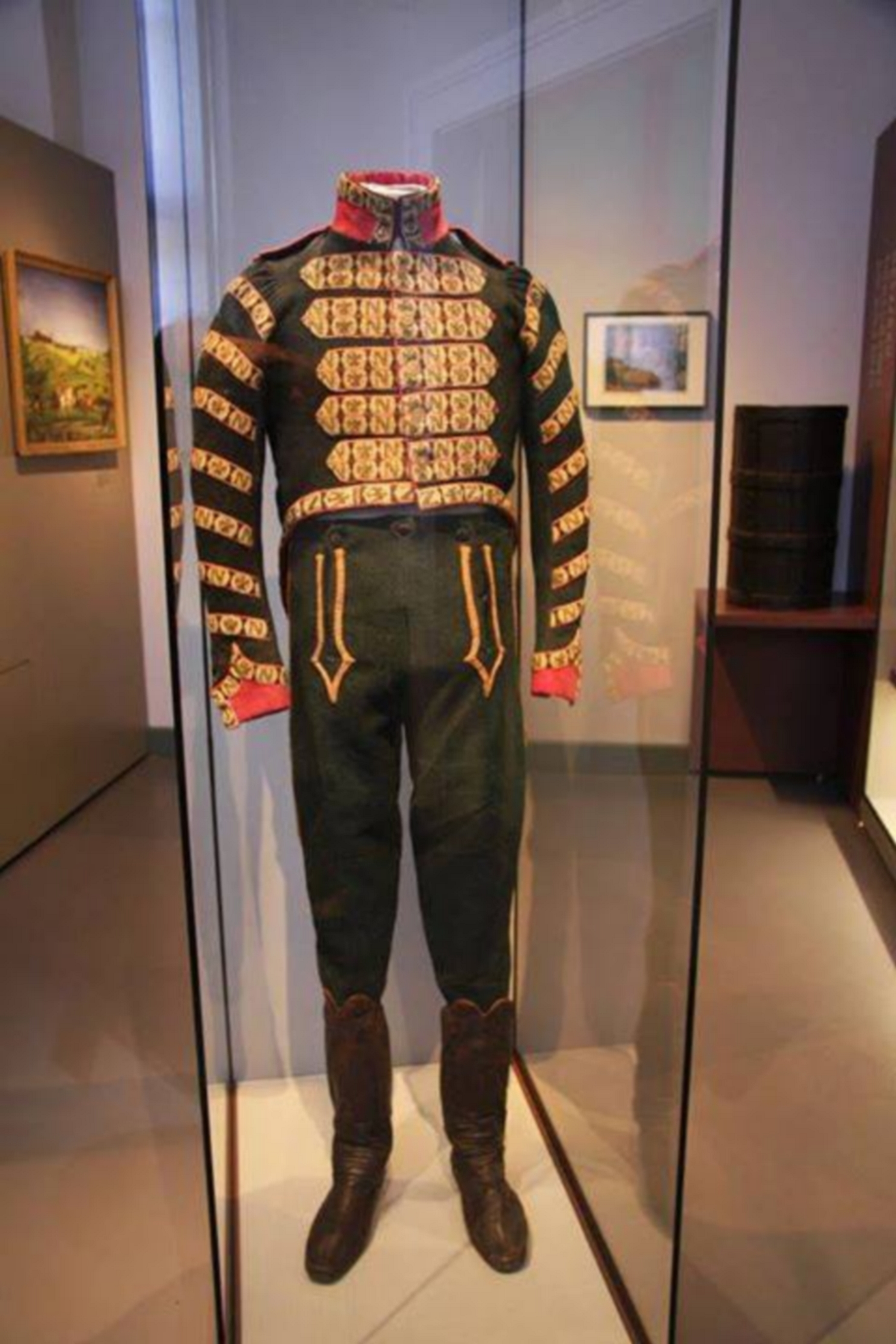
Uniform eines Trompeters des 4e régiment de chevau-légers lanciers

Die Trompeter des Regiments trugen einen dunkelgrünen Rock ohne Plastron. Quer über die Brust und auf den Ärmeln waren goldfarbene Litzen angebracht, die in dieser Form stark an die Musiker der vormaligen königlichen Armee erinnerten. Die Raupe auf dem Helmkamm war aus schwarzer Wolle.

## Bewaffnung
Die Chevau-légers waren mit der 2,76 Meter langen und 1,96 Kilogramm schweren Lanze, dem Säbel der leichten Kavallerie, einem Karabiner und einer Pistole bewaffnet. (So mit einer sperrigen Last überladen, war es den Reitern ein Anliegen, Lanze oder Karabiner alsbald zu „verlieren“, um sich so mehr Bewegungsfreiheit zu schaffen.)

## Regimentskommandanten
- 1811 bis 1813: Colonel Paul Ferdinand Stanislas Dermoncourt
- 1813 bis 1814: Colonel Jean-Baptiste Jacquinot
- 17. April 1815: Colonel Louis Bro

### Offiziersverluste 1811 bis 1815
- Gefallen: 6
- An ihren Verwundungen verstorben: 4
- Verwundet: 26

## Einsatzgeschichte
Das 1er régiment de chevau-légers lanciers zog 1812 mit in den Russlandfeldzug, wo es zum Observationskorps an der Elbe und zum 1. Reserve-Kavalleriekorps gehörte. Hier wurde es als Aufklärungsregiment der 1. Kürassierdivision von Général Saint-Germain eingesetzt. Die 1. Escadron kämpfte in der Schlacht um Smolensk und in der Schlacht bei Borodino, in der der Chef d’escadrons Dumanoir die Attacke anführte, da der Regimentskommandant, Colonel Dermoncourt, erst einige Tage später beim Regiment in Moskau eintraf. Aufgefüllt mit Wehrpflichtigen und dem im Depot zurückgebliebenen Personal, wurde das Regiment mit dem 1. Kavalleriekorps beim Feldzug in Deutschland eingesetzt. Es kämpfte in der Schlacht um Dresden, in der Völkerschlacht bei Leipzig und in der Schlacht bei Hanau.
Im Feldzug in Frankreich zeichnete sich das Regiment mit dem 1. Kavalleriekorps in der Schlacht bei Vauchamps, im Gefecht bei Reims und in der Schlacht bei Paris aus.
Nach seiner Rückkehr von der Insel Elba am 1. März 1815 wurde die Armee von Napoleon neu organisiert. Per Dekret vom 20. April 1815 erhielten die vormaligen Kavallerieregimenter ihre Nummerierung zurück, die sie während der ersten Restauration verloren hatten. Die Einheit hieß demnach wieder 1er régiment de chevau-légers lanciers und war während der Herrschaft der Hundert Tage am Feldzug in Belgien beteiligt, in dem es an der Schlacht bei Ligny und der Schlacht bei Waterloo teilnahm.
Am 18. Juli 1815 wurde die gesamte Napoleonische Armee im Rahmen der endgültigen Abdankung von Napoleon und der Wiederherstellung der Bourbonenmonarchie entlassen. Das Regiment wurde danach nicht wieder aufgestellt und das verbliebene Personal in das „1er régiment de chasseurs à cheval de l’Allier“ eingegliedert.

## Standarten
Das Regiment war mit drei unterschiedlichen Standarten ausgestattet: dem Modell von 1804, von 1812 und von 1815. Die Einheit führte den Aigle de drapeau des „9e régiment des dragons“ weiter, ebenso wurden die ehrenvollen Erwähnungen, die sich das Vorgängerregiment verdient hatte, als Inschriften auf der Rückseite der Standarte (Modell von 1812 und von 1815) aufgeführt.

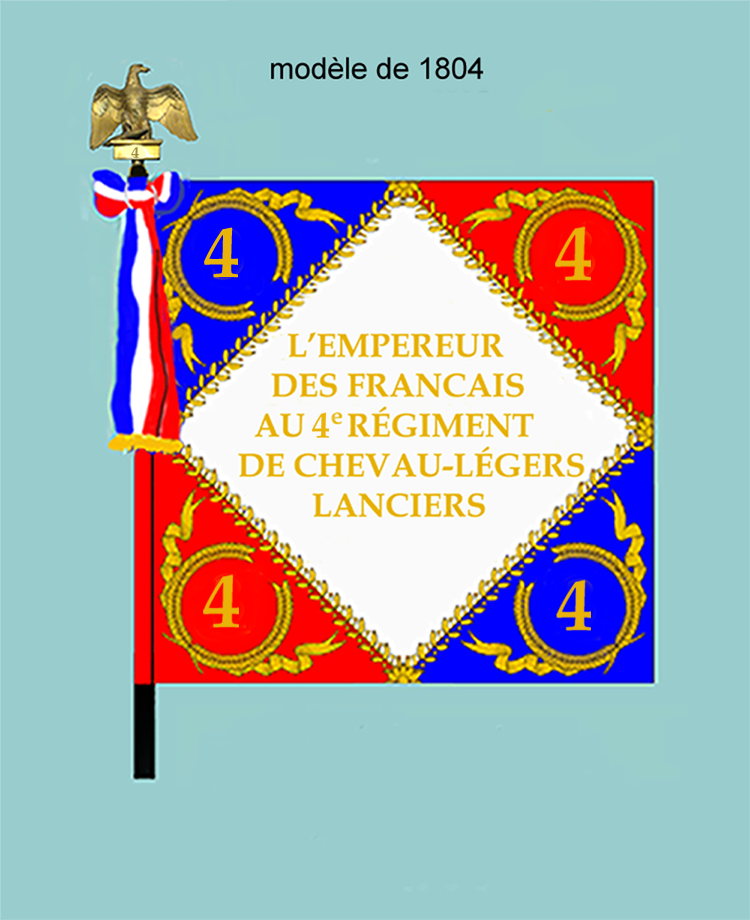
1804
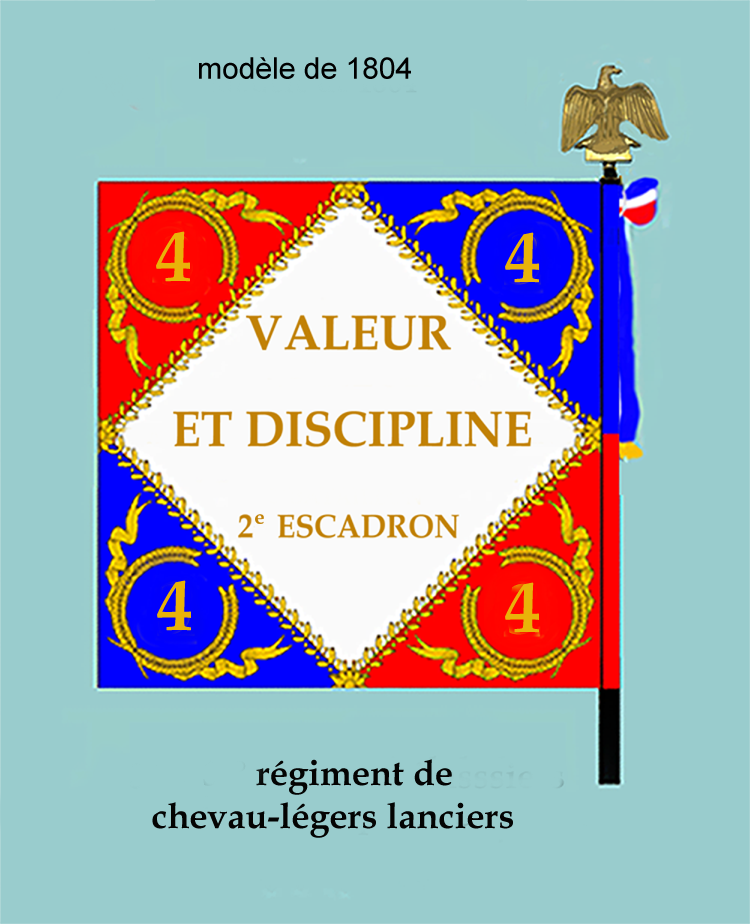
1804
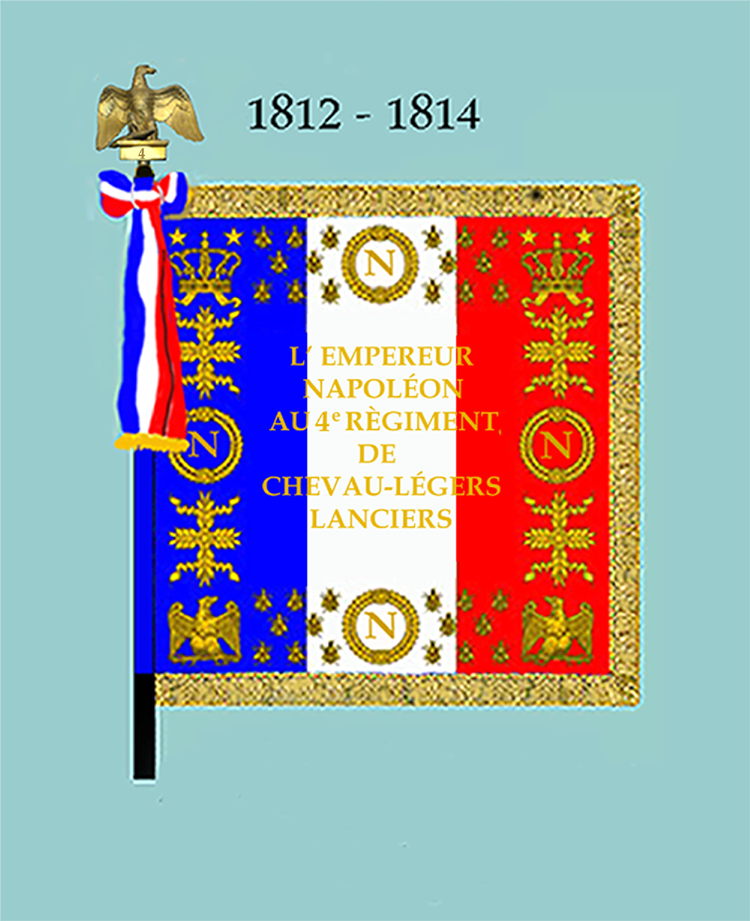
1812
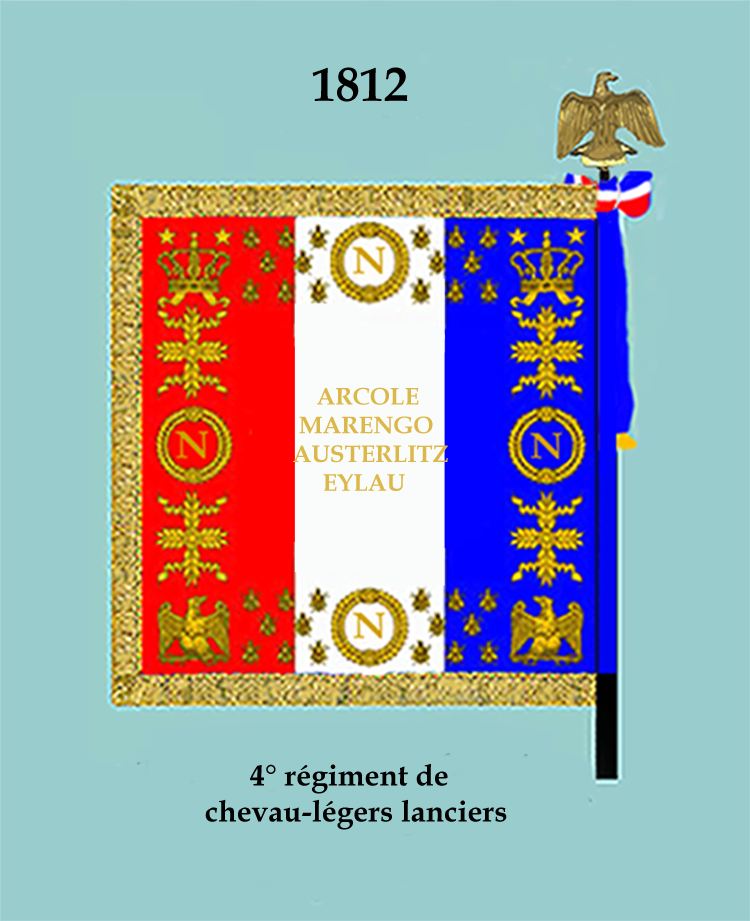
1812
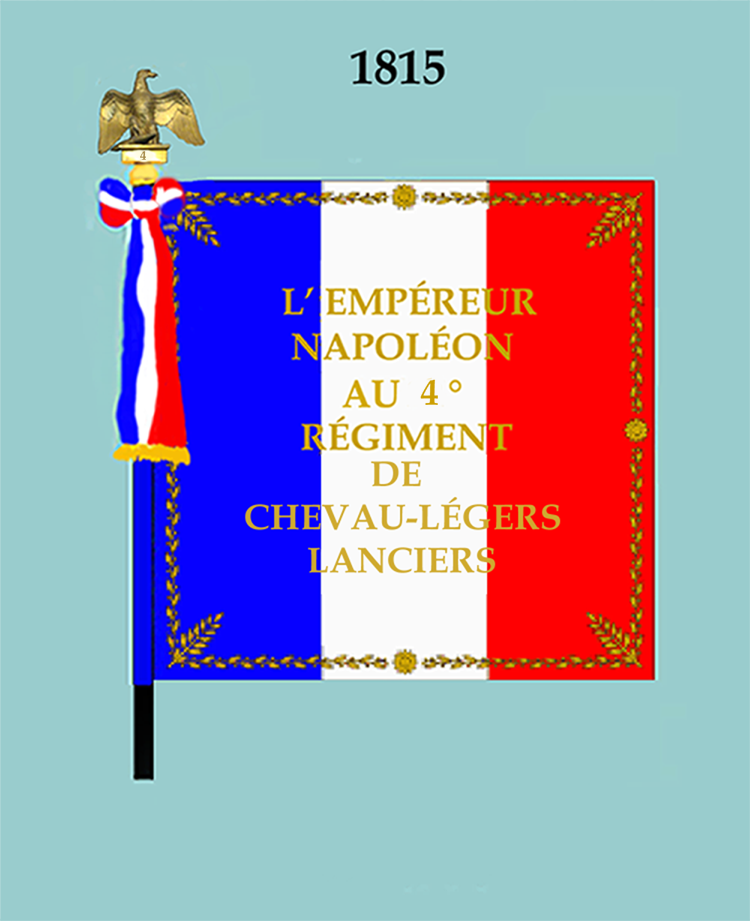
1815
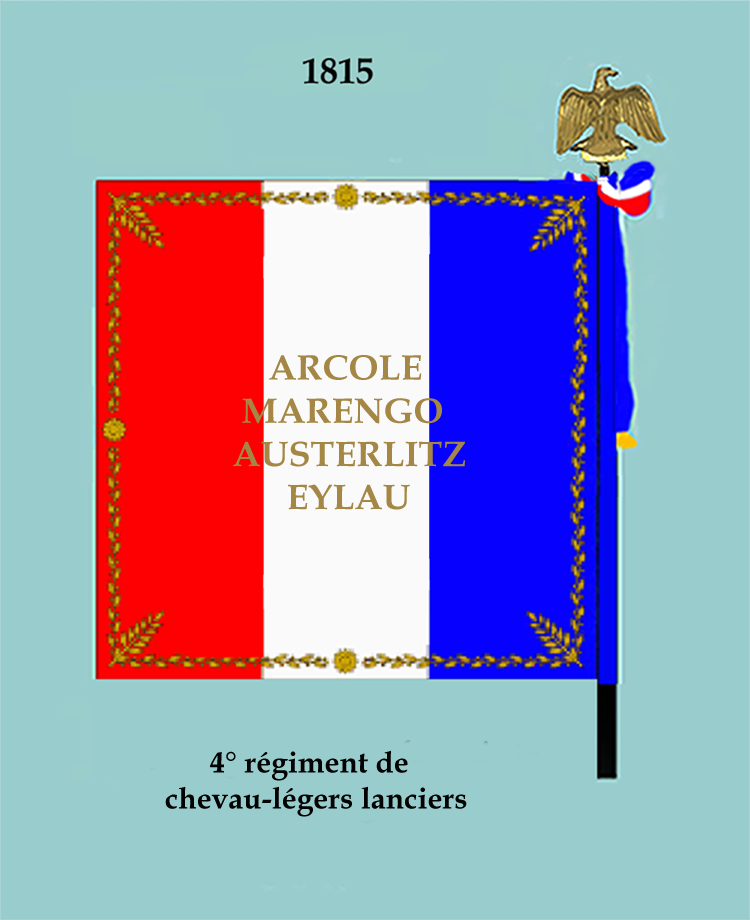
1815